# Gona (site)
Gona is een archeologische vindplaats die bestaat uit drie opgegraven locaties langs de Gona-rivier, een zijrivier van de Awash, in de regio Afar, Ethiopië, waar stenen werktuigen met een Oldowan-technologie werden gevonden, daterend uit ten minste 2,52 miljoen jaar BP.
Paleo-antropologisch onderzoek in het Hadar-gebied van de Awash-vallei in Ethiopië bracht Oldowan-werktuigen aan het licht in de aangrenzende afwatering van de Gona. Veldwerk in het Gona-studiegebied werd tussen 1992 en 1994 uitgevoerd door een team onder leiding van Sileshi Semaw en John WK Harris. Dit resulteerde in archeologische ontdekkingen met een radiometrische en magnetostratigrafische zekere datering tussen 2,6 en 2,52 miljoen jaar.
In 2013 werden in Gona Acheuléen-werktuigen van 1,6 miljoen jaar oud gevonden.